# Chinesische Nationalspiele 2013/Badminton (Herrenteam)
Bei den Chinesischen Nationalspielen 2013 wurden vom 1. bis zum 11. September
2013 in Liaoning im Badminton fünf Einzel- und zwei Teamwettbewerbe ausgetragen. Folgend die Ergebnisse der Herrenteams.

## Endstand
| Platz  | Einheit              | Name |
| ------ | -------------------- | --- |
| Gold   | Fujian               | Tian Houwei Guo Zhendong Hong Wei Liu Cheng Liu Xiaolong Huang Kaixiang Zhang Qi Zhou Zhe Yang Chen Chen Long                                                                            |
| Silber | Jiangsu              | Xu Chen Li Yu Sun Junjie Tao Jiaming Chen Jin Guo Cheng Cai Yun Hu Qianyuan Qiu Yanbo Taojia Le                                                                                          |
| Bronze | Volksbefreiungsarmee | Zhao Junpeng (Jiangxi) Lin Dan (Fujian) Li Jie (Fujian) Wang Tianyang (Sichuan) Zhou Yujie (Hunan) Xiang Xu (Hunan) Xiong Shuai (Jiangxi) Luo Cheng (Jiangxi) He Hanbin (Jiangxi) Wu Xin |
| 4      | Peking               | Lu Yi Zhang Nan Liu Yuchen Chen Zhiben Du Pengyu Bao Zilong Yu Xiaoyu Qiao Bin Huang Guoxing Li Gen                                                                                      |
| 5      | Liaoning             | Zhou Wenlong Yang Fan Gao Huan Liu Kai He Mu Li Junhui Chen Mingyu Li Peng Liu Peixuan Lu Kai                                                                                            |
| 6      | Hongkong             | Chan Yan Kit Chan Tsz Kit Lee Chun Hei Wong Wing Ki Wong Wai Hong Ng Ka Long Lo Lok Kei Chan Yun Lung Hu Yun Wei Nan                                                                     |
| 7      | Zhejiang             | Sang Yang Huang Yuxiang Guo Kai Wang Sijie Guo Ziyu Yang Xiaolu Lu Kai Zheng Siwei Jin Jiaxiang Wang Yilu                                                                                |
| 8      | Hubei                | Zhang Cheng Chen Yuekun Rao Yuqiang Wen Kai Li Rui Liu Ming Bi Shijun Li Junyang Zhang Ningyi Li Heliu                                                                                   |

## Ergebnisse

### Platz 1–4
|  | Halbfinale | Halbfinale           | Halbfinale |    |        | Finale    | Finale               | Finale    |
|  |            |                      |            |    |        |           |                      |           |
|  |            |                      |            |    |        |           |                      |           |
|  | E1         | Fujian               | 3          |    |        |           |                      |           |
|  | F2         | Volksbefreiungsarmee | 0          |    |        |           |                      |           |
|  |            |                      |            | E1 | Fujian | 3         |                      |           |
|  |            |                      |            |    | E2     | Jiangsu   | 2                    |           |
|  | E2         | Jiangsu              | 3          |    |        |           |                      |           |
|  | F1         | Peking               | 1          |    |        | Platz 3-4 | Platz 3-4            | Platz 3-4 |
|  |            |                      |            |    |        | F2        | Volksbefreiungsarmee | 3         |
|  | F1         | Peking               | 2          |    |        |           |                      |           |
|  |            |                      |            |    |        |           |                      |           |

### Platz 5–8
|  | Platz 5-8 | Platz 5-8 | Platz 5-8 |    |          | Platz 5-6 | Platz 5-6 | Platz 5-6 |
|  |           |           |           |    |          |           |           |           |
|  |           |           |           |    |          |           |           |           |
|  | E3        | Liaoning  | 3         |    |          |           |           |           |
|  | F4        | Zhejiang  | 0         |    |          |           |           |           |
|  |           |           |           | E3 | Liaoning | 3         |           |           |
|  |           |           |           |    | F3       | Hongkong  | 1         |           |
|  | E4        | Hubei     | 1         |    |          |           |           |           |
|  | F3        | Hongkong  | 3         |    |          | Platz 7-8 | Platz 7-8 | Platz 7-8 |
|  |           |           |           |    |          | F4        | Zhejiang  | 3         |
|  | E4        | Hubei     | 0         |    |          |           |           |           |
|  |           |           |           |    |          |           |           |           |

### Platz 9–12
|  | Platz 9-12 | Platz 9-12 | Platz 9-12 |    |       | Platz 9-10  | Platz 9-10  | Platz 9-10  |
|  |            |            |            |    |       |             |             |             |
|  |            |            |            |    |       |             |             |             |
|  | E5         | Shandong   | 0          |    |       |             |             |             |
|  | F6         | Hunan      | 3          |    |       |             |             |             |
|  |            |            |            | F6 | Hunan | 1           |             |             |
|  |            |            |            |    | F5    | Guangdong   | 3           |             |
|  | E6         | Shanghai   | 2          |    |       |             |             |             |
|  | F5         | Guangdong  | 3          |    |       | Platz 11-12 | Platz 11-12 | Platz 11-12 |
|  |            |            |            |    |       | E5          | Shandong    | 0           |
|  | E6         | Shanghai   | 3          |    |       |             |             |             |
|  |            |            |            |    |       |             |             |             |